# Paul Bassène
Paul Valère Bassène, né le 2 janvier 2001 à Ziguinchor au Sénégal, est un footballeur sénégalais évoluant au poste d'Attaquant au Renaissance sportive de Berkane.

## Biographie
Paul Valère Bassène a été formé au CNEPS Excellence Football Club en 2020 il signe son premier contrat professionnel au Teungueth Football Club ou il participe à son tout premier championnat africain a la Ligue des champions de la CAF 2020-2021 en inscrivant son premier but pour son premier match au tour de qualifications match retour, terminant en phases de groupes, remportant le Championnat du Sénégal de football en 2021 le premier du club.
En 2022 il rejoint le club de Mouloudia Club de Oujda. en D1 Marocains ou il ceux maintient , délivrant neuf buts en 24 match. Avant d’être recruté par la Renaissance sportive de Berkane. atteignant la finale de la coupe de la confédération en 2024.

### En sélection
Sélectionné pour la première fois avec l’équipe des moins de 20 ans en 2020, pour les Éliminatoires de la Coupe d'Afrique des nations de football des moins de 20 ans 2021. Ils sont finalistes, malheureux, de l’UFOA A ne pouvons pas participer à la coupe d’Afrique des nations des moins de 20 ans 2021, puisque la deuxième place revient à l’Mauritanie, pays hots de la compétition se retrouvant dans la même zone.
Sélectionné une nouvelle fois, avec l’équipe des U23 pour disputer la Coupe d'Afrique des nations de football des moins de 23 ans 2023 en vue d’une possible qualification pour les J.O., ils échouent en troisième tour face au Mali après avoir éliminé le Burkina faso, beaucoup d’absents ont été rappelés avec l’équipe première.

## Palmarès
- Teungueth FC
  - Champion du Sénégal en 2021
- RS Berkane
- Coupe de la confédération
  - Vainqueur en 2025
  - Finaliste en 2024
- Botola Pro1
  - Champion de la Botola Pro1 en 2025
- Coupe du Maroc de football
  - Vainqueur en 2025